# Ernst Waegener
Ernst Waegener (auch: Ernst Wägener; vollständiger Name Hans Ernst Waegener; * 1. Juni 1854 in Hannover; † 23. September 1920 in Berlin) war ein deutscher Bildhauer.

## Leben
Der 1854 in der Residenzstadt des Königreichs Hannover geborene Waegener besuchte in den Jahren von 1876 bis 1879 die Königlich Preussische Akademie der Künste zu Berlin als Schüler von Fritz Schaper. Von 1879 bis 1881 wirkte er als Meisterschüler drei Jahre lang im Meisteratelier des Bildhauers Reinhold Begas. In diesem Zeitraum war er 1880 erstmals auf der Akademie-Ausstellung mit einer „Genrefigur“ vertreten.
Nach seinem Meisterkursus ging Waegener mit Hilfe eines Stipendiums nach Italien, wo er sich von 1881 bis 1882 in Rom aufhielt, und sich in Genrethemen vertiefte, etwa in Form seiner – später – 1886 geschaffenen Bronzestatuette „Mädchen mit einer Katze scherzend“. Ebenfalls 1886 beschickte er wiederum die Berliner Akademie-Ausstellung.
1893 war Waegener Teilnehmer der Großen Berliner Kunstausstellung, in der er für seine im selben Jahr geschaffene Figur der Hannovera für das Alte Rathaus Hannover prämiert wurde. Seine in Privatbesitz übergegangene Bronzebüste von Arthur Gwinner fertigte er ebenfalls 1893.
1896 bewarb sich Waegener erfolglos um eine Mitwirkung an der Ausgestaltung der Berliner Siegesallee. Ab 1899 nahm er mit seinen Werken an den Ausstellungen der Berliner Secession teil, in deren Katalogen er bis 1912 als ordentliches Mitglied geführt wurde.
Waegener, Künstlerfreund von Max Klinger, beteiligte sich an der Ausgestaltung des Kaiser-Wilhelm-Nationaldenkmals.
Um 1900 entwarf Waegener eine Prunkvase, die mit einer Höhe von mehr als 1 Meter von der Königlichen Porzellan-Manufaktur Berlin (KPM) in Porzellan mit Überlaufglasur vervielfältigt wurde.

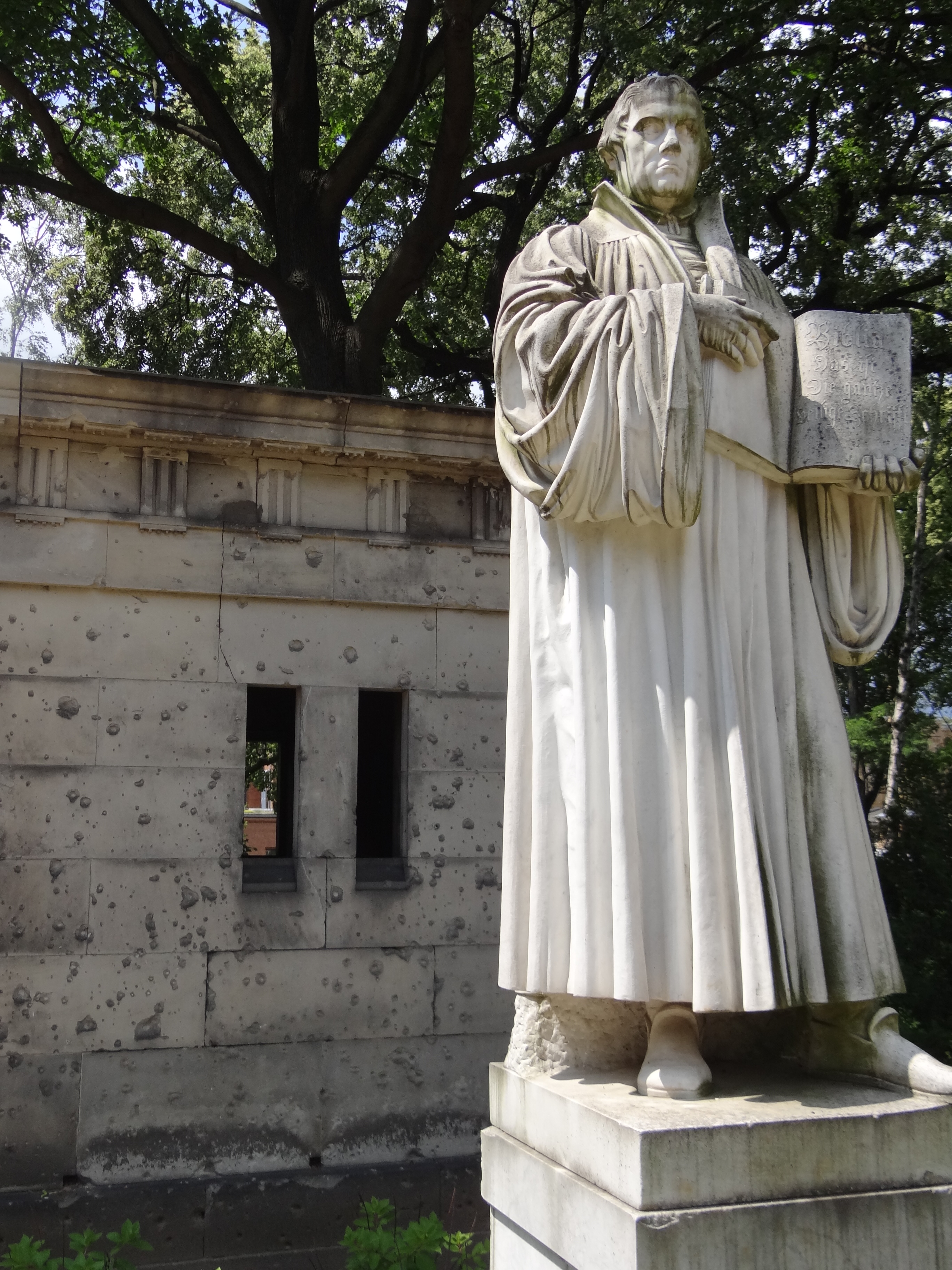
Martin Luther – Friedhof der Dorotheenstädtischen und Friedrichswerderschen Gemeinden;
Marmor-Kopie nach Schadows Standbild in Wittenberg

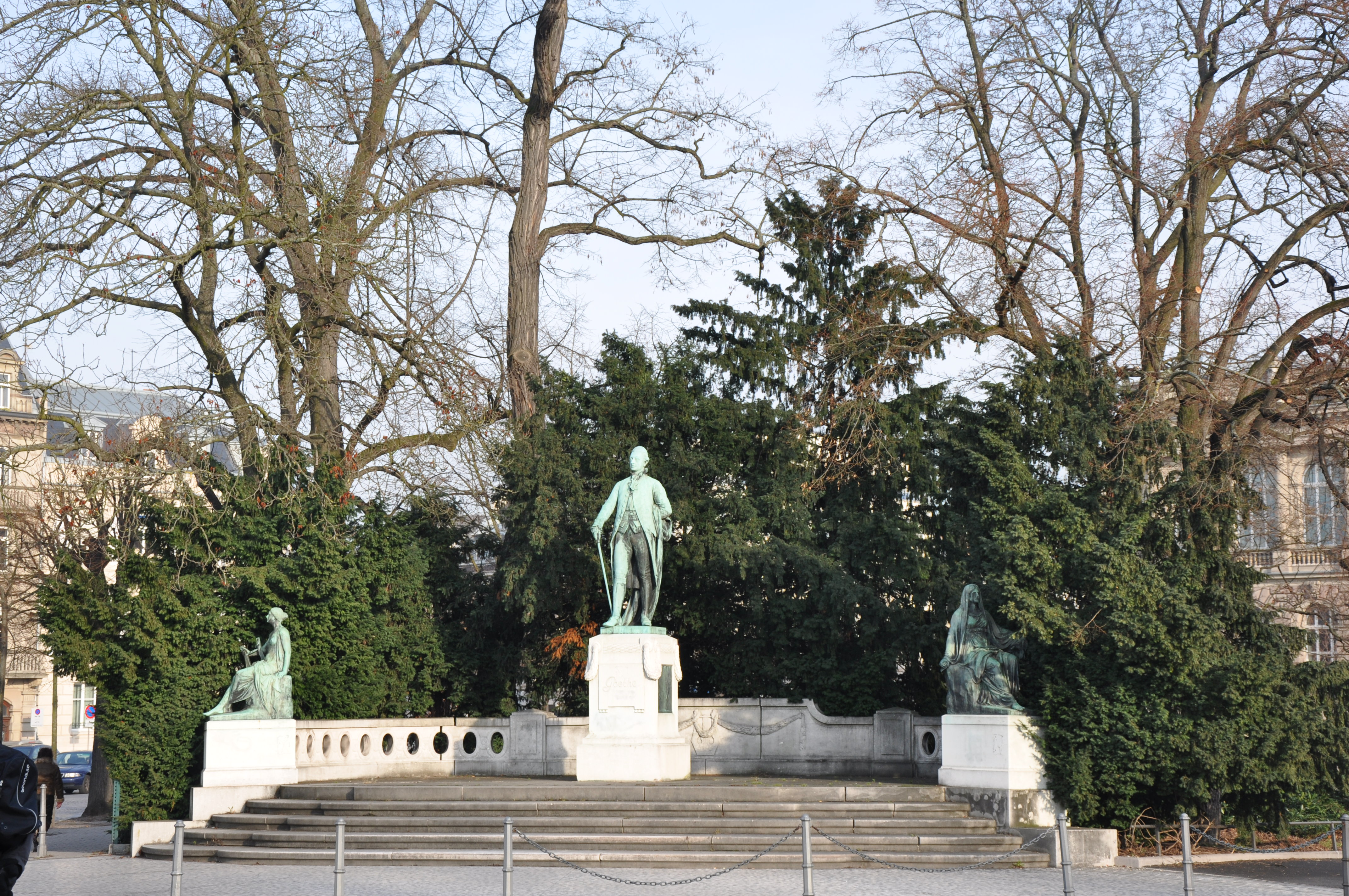
Waegeners Goethe-Monument vor dem Platz der Universität in Straßburg

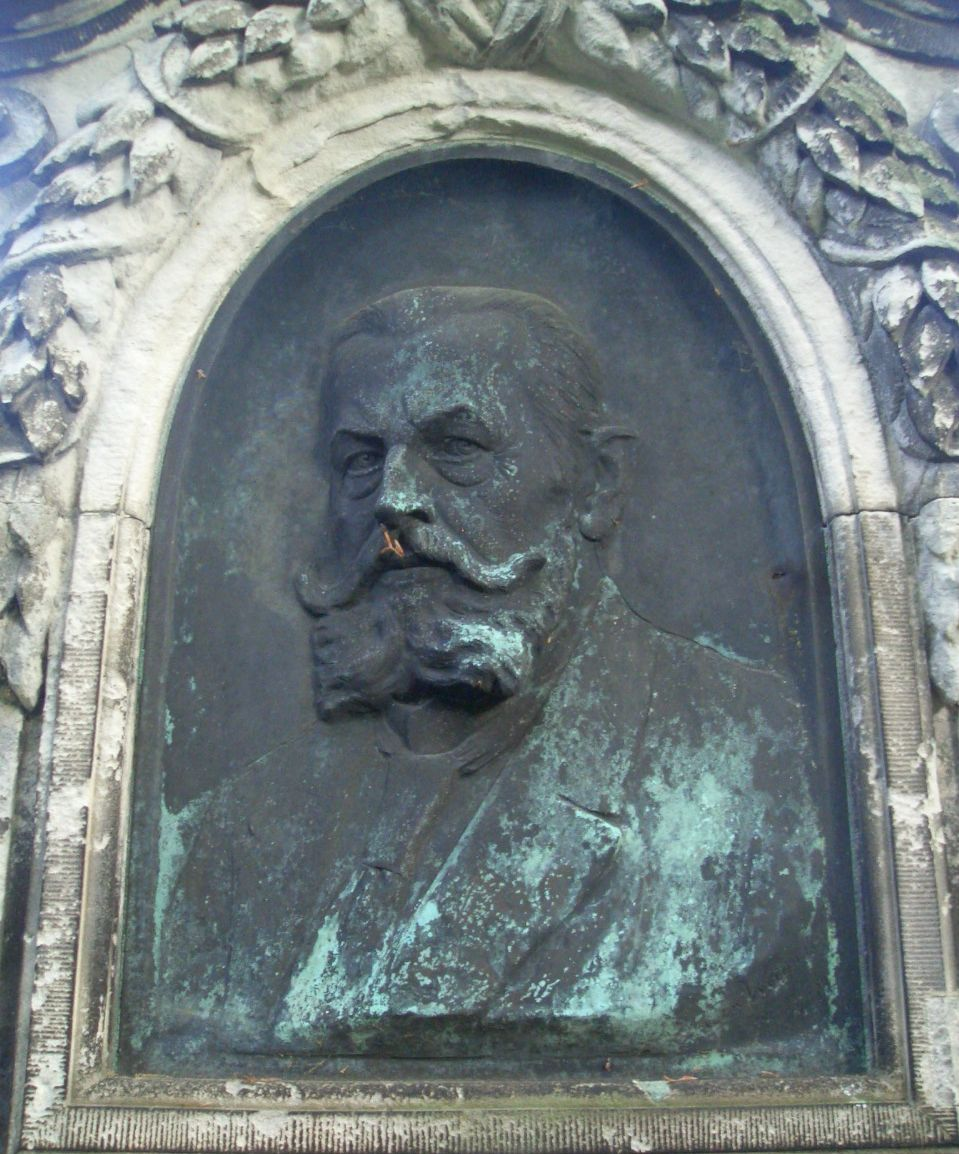
Relief des Steglitzer Gemeindevorstehers Julius Zimmermann (1834–1902) auf dem Friedhof Steglitz

Nachdem Waegener bereits zwei Mal mit dem Römerpreis ausgezeichnet worden war, zuerkannte ein Preisgericht im Jahr 1900 für das in Straßburg geplante Goethe-Denkmal unter 71 eingesandten Entwürfen der Arbeit Waegeners den mit 3000 Mark dotierten ersten Preis. Dort wurde das Denkmal für den jungen Johann Wolfgang von Goethe, bei dessen Ausführung Waegeners Freund Jeremias Christensen mitgewirkt hatte, 1904 schließlich aufgestellt. Noch im selben Jahr wurde Waegener der Titel Professor verliehen.
1909 schlug Waegener für die Dorotheenstädtische Kirche aus Marmor eine Kopie des von Schadow geschaffenen Wittenberger Luther-Standbildes. Waegeners Luther wurde später auf den Friedhof der Dorotheenstädtischen und Friedrichswerderschen Gemeinden transloziert.
Für die Ausgestaltung des 1913 eröffneten Neuen Rathauses in Hannover schuf Waegener die Büsten Luthers und Bismarcks.
1913 gestaltete Ernst Waegener für die Königliche Sternwarte zu Berlin-Babelsberg die bronzene Büste des Astronomen Wilhelm Julius Foerster, die er später auf der Großen Berliner Kunstausstellung zeigte.
Waegener lässt sich in den Adressbüchern Berlins im Zeitraum von 1890 bis 1920 nachweisen; dort wurde er ab 1915 mit dem Titel als Professor geführt. Ernst Waegener starb 1920 in Berlin.

## Weitere Werke
- Reliefporträt des Philosophen Heinrich Freiherr von Stein (1857–1887) an dessen Grabmal auf dem Invalidenfriedhof[14]
- für das Rathaus Osnabrück: Jugendlicher Pan, Junge mit Helm, Kaiser Arnolf von Kärnten und Kaiser Maximilian I.[1]
- flötespielender Pan; im Besitz der Stadt Berlin[1]
- Gestaltung der in Anwesenheit Waegeners am 15. Dezember 1912 enthüllten Gedenktafel für die Dorotheenstadtkirche[15]